# 우주작전군
우주작전군(일본어: 宇宙作戦群 우츄사쿠센군[*], 영어: Space Operation Group}는 항공자위대 최초의 우주 담당 부대이다.

## 역사
2020년 5월 18일, 일본 방위성이 도쿄도 후추 기지에 우주작전대를 창설했다. 고노 다로 일본 방위상은 8일 "인공위성이나 우주 쓰레기 등을 감시하는 우주작전대를 20명 규모로 도쿄의 후추 기지에 신설한다"면서 "민간과 기술 협력 등을 강화해 나가겠다"고 말했다.
2021년, 항공자위대를 항공우주자위대로 개명할 계획이다. 1954년 자위대 창설 이후 육상자위대, 해상자위대, 항공자위대의 명칭이 변경된 적은 없었다. 4만7천 명의 항공자위대에서 30%인 1만4천명을 우주 임무에 투입할 계획이다.
2022년 3월 17일, 부대를 군급으로 승격시켜서 우주작전군으로 개명하고, 2022년 3월 17일에 후주 기지에서 우주작전대와 우주작전지휘소운용대를 창설하고 우주작전군에 편입시켰다.
2023년 3월 16일, 우주작전대에 서수를 붙여 제1우주작전대로 개명하고, 다음 순번의 우주작전대인 제2우주작전대를 야마구치현 산요오노다시에 있는 호우후기타 기지에서, 그리고 우주시스템관리대를 창설하였다.
2023년, 우주작전대는 120명 규모가 되어, 공식적인 임무수행을 시작할 계획이다.
2026년, 우주 공간에서 수상한 위성 등을 감시하는 위성을 발사할 계획이다.

## 부대
- 군 본부

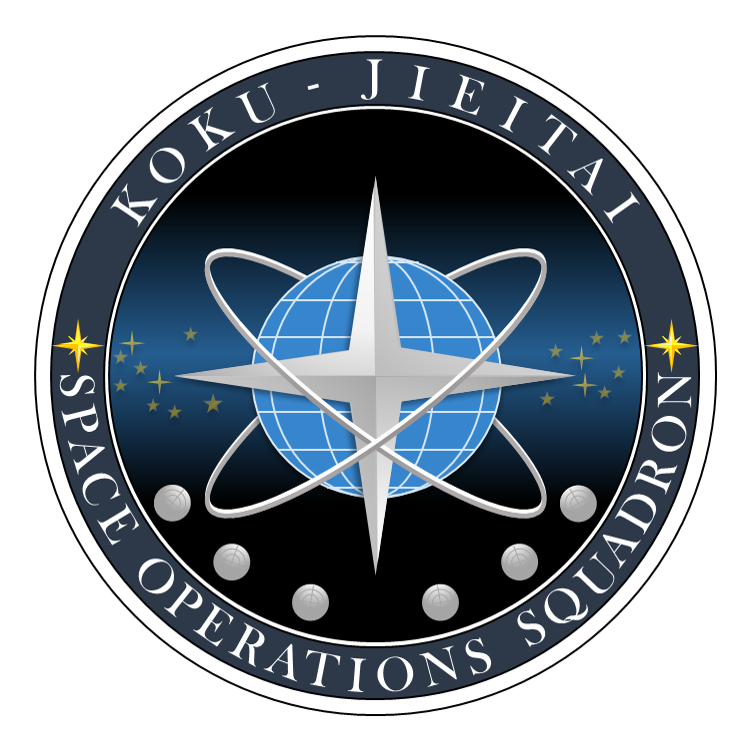
우주작전대 당시의 기장

- 우주작전지휘소운용대 - 우주 작전 지휘통제를 담당.
- 제1우주작전대(후추 기지) - 우주의 상황을 감시.
- 제2우주작전대(호우후기타 기지) - 우주 감시 레이다 운용.
- 제1우주시스템관리대
- 제2우주시스템관리대(호우후기타 기지)

## 계보
- 2020년 5월 18일, 일본어: 宇宙作戦隊 우츄사쿠센타이[*]→우주작전대
영어: Space Operation Squadron
- 2022년 3월 17일, 일본어: 宇宙作戦群 우츄사쿠센군[*]→우주작전군
영어: Space Operation Group